# Belinda Carlisle
Belinda Jo Carlisle (Los Angeles, 17. kolovoza 1958.) američka je pjevačica.
Glazbenu karijeru započela je 1977. kako bubnjar sastava Germs, a sljedeće godine sudjeluje u osnivanju sastava The Go-Go's (izvorno pod imenom The Misfits), čiji je bila glavni vokal. Nakon razlaza sastava 1985. započinje samostalnu karijeru. Najuspješniji album njene samostalne karijere je Heaven on Earth koji je iznjedrio uspješnice „Heaven Is a Place on Earth“ (1987.), „I Get Weak“ (1988.) te „Circle in the Sand“ (1988.). Samostalnu karijeru povremeno je prekidala prilikom ponovnih okupljanja bivšeg sastava The Go-Go's.
Sastav The Go-Go's je 2021. primljen u Rock and Roll Hall of Fame.

## Studijski albumi
Sa sastavom Go-Go's
- Beauty and the Beat (1981.)
- Vacation (1982.)
- Talk Show (1984.)
- God Bless the Go-Go's (2001.)

Samostalni albumi
- Belinda (1986.)
- Heaven on Earth (1987.)
- Runaway Horses (1989.)
- Live Your Life Be Free (1991.)
- Real (1993.)
- A Woman & a Man (1996.)
- Voila (2007.)
- Wilder Shores (2017.)

## Vanjske poveznice
- Službena stranica sastava The Go-Go's